# Tarron Jackson
Tarron Jackson (Aiken, Carolina del Sur, 22 de junio de 1998) un jugador profesional estadounidense de fútbol americano que se desempeña en la posición de defensive end en Philadelphia Eagles, equipo de la National Football League (NFL).

## Carrera
Fue seleccionado en la sexta ronda en la Reunión Anual de Selección de Jugadores de la NFL de 2021. Hizo su debut profesional con el equipo Philadelphia Eagles, donde lleva jugando tres temporadas.